# موسم الدرعية
موسم الدرعية، هو أحد مهرجانات مواسم السعودية الـ11 التي أُطلقت على مستوى المملكة بدءا من العام 2019 وتهدف لتحويلها إلى وجهة سياحية عالمية. تصل مدة المهرجان الذي يقام في مدينة الدرعية، ويتضمن فعاليات رياضية وترفيهية وثقافية.

## موسم الدرعية 2019
أقيم موسم الدرعية 2019 من 22 نوفمبر حتى 21 ديسمبر 2019.

### الفعاليات
يشتمل موسم الدرعية على فعاليات متنوعة، حيث سيشهد مجموعة من الفعاليات الموسيقية والترفيهية، بالإضافة إلى المطاعم والماركات العالمية، كما تم تحويل حي الطريف التاريخي في قلب الدرعية إلى مزار سياحي.

#### فعاليات رياضية

##### فورمولا إي الدرعيّة
تقام البطولة في موسمها السادس من خلال جولتين متتاليتين يومي 22 و 23 نوفمبر، وتشهد للمرة الأولى انضمام سيارات «بورشه» و «مرسيدس».

##### نزال الدرعية التاريخي
وهو أوّل نزال على لقب الوزن الثقيل في الملاكمة، ويقام يوم 7 ديسمبر في ميدان الدرعية بين حامل الألقاب الأربعة WBA و IBF و WBO و IBO المكسيكي «آندي رويز» والملقب بالـ«مدمّر»، وحامل ذهبيّة أولمبياد لندن 2012 البريطاني «آنتوني جوشوا».

##### كأس الدرعيّة للتنس
تعد أول بطولة تنس دوليّة تستضيفها المملكة من 12 وحتى 14 ديسمبر في ميدان الدرعية، بمشاركة 8 من لاعبي النخبة في العالم في نظام خروج المغلوب.

##### مهرجان الدرعيّة للفروسية
يقام على فترتين من 12 إلى 14 ديسمبر، ومن 19 إلى 21 ديسمبر، ويشارك فيه 150 من نخبة الفرسان والفارسات من السعودية والعالم، في منافسة تتيح للمتسابقين حصد النقاط المؤهلة إلى أولمبياد طوكيو 2020م.

#### واحة الدرعية
هي منطقة ترفيهية تجمع بين الإبداع والأصالة وتتجلى فيها سمات المحافظة التاريخية بطابع ثقافي وتعليمي، كما تسلط الضوء على ابتكارات فنية من خلال توظيف أحدث التقنيات وتوفير مناظر طبيعية تفاعلية مبتكرة.

## موسم الدرعية 2022
انطلق موسم الدرعية 2022 في 20 أكتوبر ويستمر حتى 23 فبراير 2023

### الفعاليات
يتضمن الموسم جولات لونجين العالمية لقفز الحواجز، إلى جانب جولة العالم لكرة السلة فيبا 3 باي 3، وكأس الدرعية للتنس، وفورمولا إي درعية إي بري، ويستضيف الموسم لقاء خاص يجمع حامل لقب دوري كأس الأمير محمد بن سلمان للمحترفين في الموسم الماضي فريق الهلال، وفريق نادي نيوكاسل الإنجليزي، إضافة إلى كأس السوبر الإيطالي، والذي سيجمع حامل لقب الدوري الموسم الماضي فريق إي سي ميلان، وبطل الكأس فريق إنتر ميلان، بالإضافة إلى فعاليات ترفيهية في قرية الدرعية الرياضية، وفعاليات ثقافية مثل فعالية حول الحطب، بالتعاون مع وزارة الثقافة وهيئة فنون الطهي لمدة 10 أيام، كما افتتحت هيئة تطوير بوابة الدرعية، منطقة مطل البجيري  بما يعكس ثراء الموسم الثقافي والترفيهي، وتنوع الخيارات أمام الجمهور، إلى جانب منطقة ليالي الدرعية، والتي تضم فعاليات ثقافية ترفيهية يومية، ستقام خلال شهري يناير وفبراير، كما سيحتفل الموسم أيضاً في 22 فبراير بيوم التأسيس.

## موسم الدرعية25/24
انطلق في 20 ديسمبر 2024 تحت شعار "أرض ترويك"، ويتضمن عددًا من الفعاليات والأنشطة الثقافية والترفيهية.

### الفعاليات

#### معرض مجدٍ مباري من 200 عام
معرض يُعرف الزوار بالإمام تركي بن عبدالله الذي يعد قائدًا سعوديًّا بارزًا، وصاحب شخصية مؤثرة، إضافةً إلى سرد الأحداث التاريخية والسياسية والاجتماعية المصاحبة لرحلة الإمام تركي منذ خروجه من الدرعية وحتى دخوله الرياض، عبر مجموعة من الوسائط الرقمية التي تسلّط الضوء على الأحداث والقصص التي عاشها الإمام.

#### منزال
هي تجارب متعددة تجمع بين ثقافة الدرعية وطبيعتها الخاصة، من خلال التخييم وسط الطبيعة، والتعرف على الأعمال الفنية التي تروي قصصًا من الماضي، والعروض الموسيقية التقليدية، ومشاهدة نجوم سماء الدرعية، وزيارة الأسواق المحلية، وتجارب ركوب الخيل.

#### حي الطريف
يمكن للزوار تجربة برامج ثقافية منوعة تحاكي أسلوب حياة الدولة السعودية الأولى عبر تجارب تفاعلية تجسد تاريخ حي الطريف. 

#### تجربة "850هـ" التفاعلية
توفر هذه التجربة أجواء تفاعلية داخلية وخارجية في رحلة استكشافية للزمن والحكايات البطولية، باستخدام أسلوب مبتكر يجمع ما بين التعلم والترفيه، يشمل البرنامج تجربتين:
تجربة ردّاد أرضه، وتجربة أبطال المنقية.

#### فعاليات فن السامري
هي تجربة حية تجمع زوار الموسم مع الفن التقليدي لأهل الدرعية وتعكس تراثهم الثقافي.

#### مطل البجيري
يقدم تجربة تجمع بين الأصالة والحداثة، مع معارض تبرز ثقافة الدرعية وتاريخها الغني، ومجموعة من المطاعم والمقاهي والمتاجر الفاخرة، إضافة إلى برامج ثقافية وأنشطة ومطاعم منوعة.

#### ليالي الدرعية
تتضمن أنشطة ثقافية وعروضًا حية ومطاعم محلية وعالمية وتجربة طاولة الشيف الحصرية.

#### مهرجان طين
هو برنامج سنوي يبرز عمارة الطين التقليدية ويجمع بين المعماريين والأكاديميين والمهتمين من خلال ورش عمل ومعارض للعمارة النجدية، ويسعى لإقامة شراكات محلية وعالمية لتعزيز الأثر الاجتماعي.

#### خيال السوق
واحدة من أبرز الفعاليات الفنية والترفيهية في موسم الدرعية، حيث تأخذ زوّار الموسم في رحلة فريدة إلى عالم يمتزج فيه الخيال والفنون الأدائية والعروض الحية، ضمن بيئة داخلية مصممة بأسلوب غير مألوف، يفتح آفاقًا جديدة في عالم الفنون.

#### مهرجان الدرعية للرواية
يجمع مهرجان الدرعية للرواية محبي الأدب في معرض للروايات وورش عمل يقدمها رواة مختصون إضافة إلى منطقة ثقافية ترفيهية للزوار، وأنشطة مخصصة للأطفال.